# Taihape
Taihape est une localité néo-zélandaise située dans le district de Rangitikei sur l'île nord du pays. Elle est desservie par la principale autoroute du pays, la route nationale 1.

## Situation
La ville de Taihape est située près de la confluence de la rivière Hautapu et du fleuve Rangitikei a environ 500 m, soit 1500 ft au-dessus du niveau de la mer.
La ville est située à l’angle sud du plateau volcanique de l’Île du Nord et
Elle siège dans une vallée abritée entre les pays élevés du centre de l’Île du Nord, près de la Chaîne Ruahine.
Elle sert de ville de service pour la communauté rurale et siège sur le trajet de la State Highway 1/SH 1, qui va du nord au sud à travers la partie centrale de l’Île du nord.
Malgré ses moyens de transports, peu de villes en Nouvelle-Zélande ont un profil de rue aussi raide, qui fournissent une vue spectaculaire sur la chaîne des Ruahine.
Elle est entourée de zones élevés, très fertiles, favorables pour l’élevage du mouton et du cerf. Sa localisation, tout près des montagnes, des rivières et de lacs est idéale comme point d’accès pour la chasse et le tourisme de plein air.

## Toponymie
La ville fut d’abord appelée « Hautapu » d’après le nom de la rivière locale Hautapu, puis Otaihape (« la place de Tai the Hunchback »), et finalement a pris le nom de Taihape. Le nom est donc une forme raccourcie de Ōtaihape.

## Histoire
La région de Taihape était initialement habitée par les tribus Maoris locales, qui avaient colonisé cette zone bien avant l’arrivée des Européens.
Les descendants de ces tribus vivent toujours dans le secteur.
Le premier Européen connu dans cette région est « William Colenso », qui la visita en 1845.
Puis en 1884, le groupe de géomètres de la ligne principale du nord (en) avait prévu le tracé d’un chemin direct pour le rail à travers le district.
La ville fut donc fondée en 1894, mais paradoxalement quand des colons européens arrivèrent à partir de la région de Canterbury dans l’Île du Sud (jugée moins hospitalière).

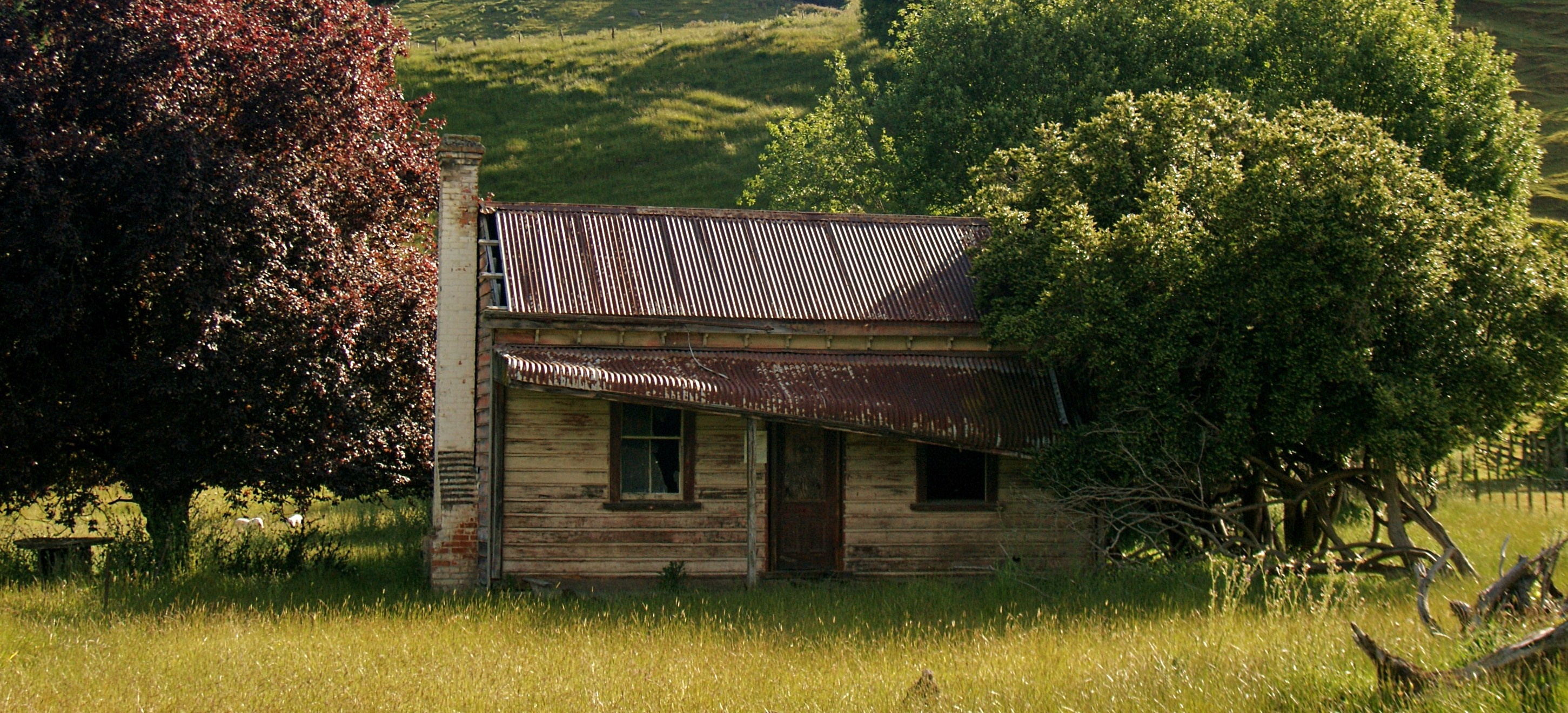
Vieille maison historique, située au sud de Taihape.

Le site de la ville était une petite clairière dans le bush natif très dense, que les premiers colons réussirent à éclaircir.
De nombreuses familles, parmi celles des origines, ont des descendants, qui vivent toujours dans le secteur.

## Population
La population de la ville est de 1 730 habitants lors du recensement de 2006 en Nouvelle-Zélande.
Le maximum de la population fut dans le passé d’environ 3 500 personnes à la fin des années 1960, mais déclina de façon parallèle à de nombreuses autres villes rurales à cette époque.

## Économie
Avant l’établissement de la ligne de chemin de fer, la production des fermes (essentiellement de la laine) devait être transporté vers l’est à l’aide de chevaux et de chars à bœufs pour atteindre la ville de Napier, d’où elle pouvait être exportée.
Jusqu’à l’établissement des routes et surtout du chemin de fer, au début des années 1900, Taihape, comme d’autres villes rurales, restaient largement un village de colons, formé de pionniers isolés.
Son développement fut lié du chemin de fer et la ville atteignit son pic de population et d’activité durant l’apogée des années 1950 et 1960.
La ville déclina ensuite durant le ralentissement des années 1980 et aujourd’hui, c’est essentiellement un point d’arrêt pour le rafraîchissement pour les voyageurs et un point de service pour la communauté agricole locale.
La plupart des activités économiques tournaient alors autour du rail.
Un déclin important survint en 1980 du fait de la restructuration et l’électrification des voies ferrées avec aussi un effondrement général du secteur agricole.
Dans les années récentes, avec l’extension majeure de l’attraction touristique, Taihape est maintenant en voie d’expérimenter un certain dynamisme du commerce local.
Sa localisation sur le trajet de la ligne principale de l’île du Nord (en) et surtout sur le trajet de la State Highway 1 ont assuré sa survie économique.
Le slogan principal de Taihape est « Capitale Mondiale des bottes en caoutchouc » et elle attire un grand nombre de personnes pour la compétition annuelle de « lancer de bottes en caoutchouc » (Gumboot Day (en)), dont la première célébration a eu lieu le 9 avril 1985. Ce festival fut conçu par les commerçants locaux, qui ont décidé de capitaliser sur leur image rurale.
L'artiste fantaisiste John Clarke (en) a utilisé Taihape comme le siège de sa comédie de personnage nommée Fred Dagg (en).

## Accès
Les voies de transport allant et sortant de Taihape ont été améliorées avec les années.
Ce qui était des routes en lacets, tracées à travers le haut pays, est formé maintenant par la State Highway 1, qui est une voie aisée et rapide réalisant une déviation à travers les collines vers la localité Mangaweka dans le sud et vers celle de Waiouru vers le nord.
La route dite « Taihape Road » – autrefois connue comme la « Gentle Annie » - fournit un lien efficace avec le secteur de Hawke's Bay, se terminant entre Napier et Hastings.
Maintenant entièrement pavée, cette route est à la fois, efficiente et économe en temps en comparaison avec la principale route actuelle.

## Chemin de fer
La gare de Taihape (en) était un arrêt important sur le trajet de la ligne de la ligne principale de l’Île du Nord (en) avec une gare de triage et un dépôt de locomotives jusqu'à la fin des années 1970.

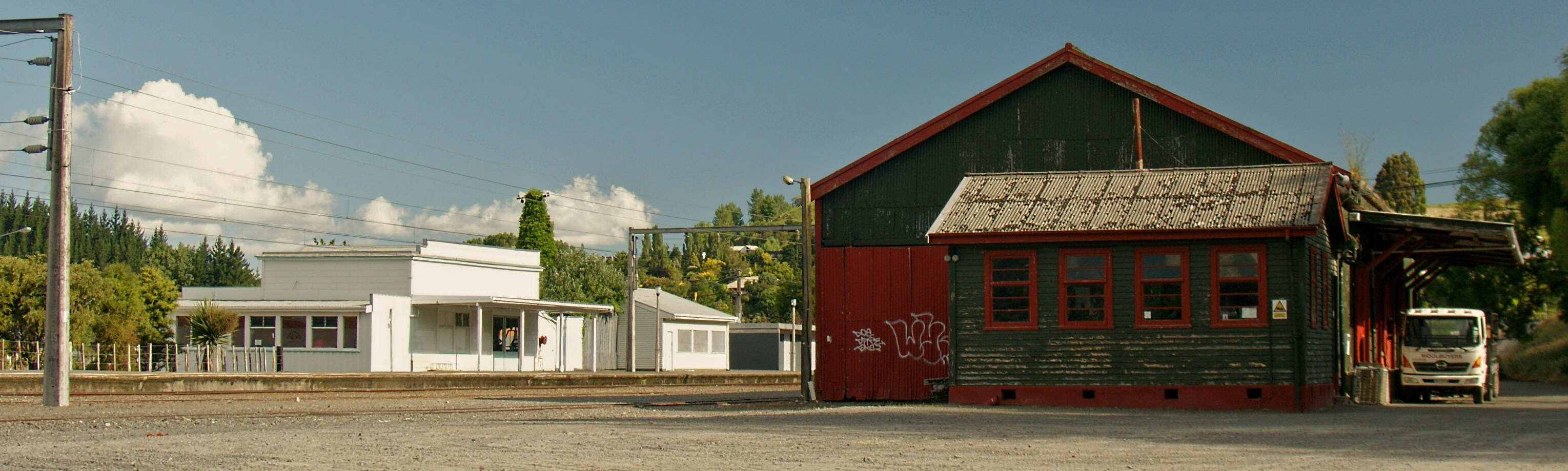
Arrêt de Taihape et entrepôts de marchandise.

Il y avait de nombreuses maisons des chemins de fer, situées sur la longueur du trajet de 'Mataroa Road' mais maintenant, seuls trois bâtiments persistent.
À une époque, Taihape avait deux loges maçonniques dépendant du Royal Antediluvian Order of Buffaloes.
Une des loges était nommée « Kaikoura Lodge No 226 » (d'après le nom de la rivière locale : cette loge a survécu jusqu'en 2007.
Cette loge avait autrefois sa propre salle de réunion formée par l'ancienne maison du chemin de fer, peinte en pourpre et localisée sur le trajet de la route nationale passant au sud de Taihape.
La loge dans Taihape comportait ainsi un grand nombre de membres, dont une bonne partie du personnel des chemins de fer et de la poste, qui étaient stationnés dans la ville.
En 1999, Tranz Rail (en) fut amené à démolir la gare historique de la « Taihape Railway Station ».
Le salon de rafraîchissement est toujours debout sur l'ancienne plate-forme de la station, ainsi que l'ancien entrepôt des marchandises et le dépôt des locomotives à l'extrémité sud de la cour de la gare.
Après une longue période de levée de fonds par le Rotary, une plaque tournante pour locomotive fut rachetée et installée dans la cour de la gare, si bien que les trains spéciaux peuvent circuler vers Taihape et tourner pour le retour vers leur point de départ.

## Gouvernance

### Politiques locales
En tant que partie du district de Rangitikei, le Maire de Rangitikei actuel, depuis les New Zealand local elections, 2013 (en) est Andy Watson (en).
Taihape est la principale ville du ward de Taihape dépendant du conseil du district de Rangitikei (en), qui élit trois des conseillers sur les onze conseillers du district.
Les trois conseillers du ward de Taihape sont Richard Aslett, Angus Gordon et Ruth Rainey.
Le maire et les conseillers seront tous soumis à la réélection lors des élections d’octobre 2016 (en).

### Gouvernance nationale
Taihape, comme le reste du District de Rangitikei, est localisée dans le électorat général (en) de Rangitīkei (New Zealand electorate) (en) et dans l'électorat maori de Te Tai Hauāuru (en).
Rangitīkei est un siège libre du Parti National depuis les élections de 1938 (en) à l'exception des années 1978 à 1984, quand il fut tenu par Bruce Beetham (en) du parti du crédit social (en).
Depuis les élections de 2011, il est tenu par Ian McKelvie (en).
‘Te Tai Hauāuru’ est un siège plus instable, ayant été tenu par trois partis différents depuis les élections de 1996, i.e. New Zealand First, le parti māori et le Parti travailliste.
Depuis les élections de 2014, il est tenu par Adrian Rurawhe du parti travailliste.

## Éducation
La ville possède deux écoles principales :
- « St Joseph », qui est une école catholique établie en 1916, et
- « Taihape Area School », qui est une école publique.

En 2009, les écoles primaires et secondaires de Taihape fusionnèrent pour former l'école locale de Taihape (en) du fait du nombre décroissant d’élèves dans les deux écoles.

## Personnalités liées à la localité
- Douglas MacDiarmid (en), artiste
- Nehe Milner-Skudder, joueur de rugby
- Nash Chase (en), artiste
- Moke Belliss (en) joueur de rugby[12]
- Tasesa Lavea, joueur de rugby
- Jed Brophy, artiste